# Alexander Faltsetas
Alexander Faltsetas, né le 4 juillet 1987 à Göteborg en Suède, est un footballeur suédois, qui évolue au poste de milieu défensif à l'Utsiktens BK.

## Biographie

### Débuts professionnels
Natif de Göteborg en Suède, Alexander Faltsetas est formé par l'un des clubs de sa ville natale, le Västra Frölunda IF. Après y avoir joué en équipe première de 2005 à 2008, il rejoint pour un an le FC Trollhättan. Il joue ensuite de 2020 à 2011 en faveur de l'IFK Göteborg.

### Gefle IF
Le 21 juillet 2012, il s'illustre en étant l'auteur d'un doublé en Allsvenskan, lors de la réception de l'IFK Göteborg. Son équipe s'impose sur le très large score de 5-0.
Il participe avec l'équipe de Gefle aux tours préliminaires de la Ligue Europa en 2013. Il inscrit alors un but lors du 2e tour face au club chypriote d'Anorthosis Famagouste.

### Djurgårdens IF
En fin de contrat avec le Gefle IF à l'issue de la saison 2013, Alexander Faltsetas rejoint le Djurgårdens IF en janvier 2014, en même temps que son entraîneur Per Olsson, qui le considère comme l'un de ses joueurs favoris. Il joue son premier match sous ses nouvelles couleurs contre l'IK Sirius le 2 mars 2014, à l'occasion d'une rencontre de coupe de Suède. Il est titularisé et son équipe est battue ce jour-là (2-1 score final).

### BK Häcken
Le 24 janvier 2017, Alexander Faltsetas signe un contrat de quatre ans avec le BK Häcken. Il joue son premier match sous ses nouvelles couleurs le 18 février 2017, contre le BKV Norrtälje (en) en Svenska Cupen. Il entre en jeu à la place d'Erik Friberg, et son équipe s'impose sur le score de quatre buts à zéro ce jour-là.
Lors de la saison 2017, il se classe quatrième du championnat. La saison suivante, il se classe cinquième, en inscrivant quatre buts. 
Le 30 mai 2019, lors de la finale de la Coupe de Suède, il se met en évidence en inscrivant un but contre l'AFC Eskilstuna. Son équipe s'impose sur le large score de 3-0. En décembre 2019, il prolonge son contrat de deux ans avec le BK Häcken.
Le 20 août 2021, Faltsetas prolonge à nouveau son contrat, cette fois jusqu'en décembre 2023.

### Utsiktens BK
En janvier 2023, Alexander Faltsetas, alors âgé de 35 ans, rejoint l'Utsiktens BK, qui évolue alors en deuxième division suédoise. Il signe un contrat courant jusqu'en décembre 2025.

## Palmarès
- Vainqueur de la Coupe de Suède en 2019 avec le BK Häcken
- Finaliste de la Supercoupe de Suède en 2010 avec l'IFK Göteborg